# Porównanie klientów poczty elektronicznej
Porównanie klientów poczty elektronicznej. Poniższe tabele porównują ogólne oraz niektóre techniczne informacje na temat programów klienta poczty elektronicznej. W dalszej części artykułu, na określenie klienta poczty elektronicznej używana będzie nazwa program pocztowy.

## Ogólne
Podstawowe informacje na temat programów pocztowych: autor/firma, licencja/cena itd.
|                   | Autor                     | Cena (USD)                                            | FLOSS       | Licencja     |
| ----------------- | ------------------------- | ----------------------------------------------------- | ----------- | ------------ |
| Citadel           | citadel.org               | darmowy                                               | T           | GPL          |
| Claws Mail        | Claws Mail Team           | darmowy                                               | T           | GPL          |
| FastTrackMail     | InternetSoft Corporation  | $29                                                   | N           | Własnościowa |
| Eudora            | Qualcomm                  | darmowy w wersji (Light i Pro z reklamami), $49 (Pro) | N           | Własnościowa |
| Gmail             | Google                    | darmowy                                               | N           | Własnościowa |
| Hellcore mailer   | Piotr Dałek               | Darmowa                                               | N           | Freeware     |
| KMail             | KDE                       | darmowy                                               | T           | GPL          |
| Lotus Notes       | Lotus Software / IBM      | wysokość opłat online                                 | N           | Własnościowa |
| Mail              | Apple Computer            | Część systemu macOS                                   | N           | Własnościowa |
| SeaMonkey         | Mozilla Foundation        | darmowy, część Mozilla Application Suite              | T           | MPL/GPL/LGPL |
| Microsoft Outlook | Microsoft                 | Część Microsoft Office                                | N           | Własnościowa |
| Mulberry          | ISAMET                    | $35,95                                                | N           | Własnościowa |
| Mutt              | Michael Elkins            | darmowy                                               | T           | GPL          |
| Novell Evolution  | Ximian                    | darmowy                                               | T           | GPL          |
| Opera Mail        | Opera Software            | darmowy, część przeglądarki Opera                     | N           | Własnościowa |
| Outlook Express   | Microsoft                 | część systemu Windows                                 | N           | Własnościowa |
| Pine              | Uniwersytet Waszyngtoński | darmowy                                               | N           | Pine License |
| i.Scribe/InScribe | Memecode                  | darmowy/$20                                           | N           | Własnościowa |
| Sylpheed          | Hiroyuki Yamamoto         | darmowy                                               | T           | GPL          |
| The Bat!          | RitLabs                   | wysokość opłat online                                 | N           | Własnościowa |
| Thunderbird       | Mozilla Foundation        | darmowy                                               | T           | MPL          |
| Zimbra            | Zimbra                    | darmowy                                               | T           | MPL          |
|                   | Autor                     | Cena (USD)                                            | Open Source | Licencja     |

## Historia wydań
Krótka informacja na temat historii produktu, jego wydań.
| Program                   | Pierwsze publiczne wydanie | Pierwsze publiczne wydanie | Pierwsze stabilne wydanie | Pierwsze stabilne wydanie | Ostatnie stabilne wydanie | Ostatnie stabilne wydanie    | Ostatnie wydanie testowe | Ostatnie wydanie testowe |
| Program                   | Data                       | Wersja                     | Data                      | Wersja                    | Data                      | Wersja                       | Data                     | Wersja                   |
| ------------------------- | -------------------------- | -------------------------- | ------------------------- | ------------------------- | ------------------------- | ---------------------------- | ------------------------ | ------------------------ |
| Citadel                   | 1987                       | ?                          | 1988                      | 1.00                      | wrzesień 2007             | 7.20                         | ?                        | ?                        |
| Claws Mail                | maj 2001                   | 0.4.67                     | styczeń 2005              | 1.0.0                     | 14 grudnia 2013           | 3.9.3                        | ?                        | ?                        |
| Eudora                    | 1988                       | ?                          | 1988                      | ?                         | 11 października 2006      | 7.1 (Windows), 6.2.4 (macOS) | ?                        | ?                        |
| Lotus Notes               | 1989                       | 1.0                        | 1989                      | ?                         | sierpień 2008             | 8.0.2                        | ?                        | ?                        |
| Hellcore mailer           | 2001                       |                            |                           |                           |                           |                              | marzec 2013              | 0.8.0.240                |
| KMail                     | październik 1998           | Alfa                       | luty 1999                 | 1.0.17                    | 13 lutego 2008            | 3.5.9                        | ?                        | ?                        |
| Mail                      | ?                          | ?                          | ?                         | ?                         | 15 września 2008          | 3.5 (929.4/929.2)            | ?                        | ?                        |
| Mozilla Mail & Newsgroups | 7 grudnia 1998             | "Preview"                  | 19 marca 1999             | M3                        | 21 kwietnia 2006          | 1.7.13                       |                          |                          |
| Microsoft Outlook         | 1997                       | 97                         | 1997                      | 97                        | 30 stycznia 2007          | 12.0.4518.1014               |                          |                          |
| Mulberry                  | 20 września 1996           | 1.0                        | 20 września 1996          | 1.0                       | 21 lutego 2007            | 4.0.8                        | ?                        | ?                        |
| Mutt                      | ?                          | ?                          | ?                         | ?                         | 9 czerwca 2007            | 1.4.2.3                      |                          |                          |
| Novell Evolution          | 11 maja 2000               | 0.0                        | 3 grudnia 2001            | 1.0                       | 28 maja 2007              | 2.10.2                       |                          |                          |
| Opera Mail                | wrzesień 1996              | 2.1b1                      | grudzień 1996             | 2.1                       | 8 października 2008       | 9.60                         |                          |                          |
| Outlook Express           | 1996                       | 3.0                        | ?                         | ?                         | 25 października 2001      | 6.0                          | ?                        | ?                        |
| Pine                      | 15 stycznia 1992           | 2.00                       | ?                         | ?                         | 28 września 2005          | 4.64                         | ?                        | ?                        |
| i.Scribe/InScribe         | 1999                       | 1.00                       | ?                         | ?                         | listopad 2005             | 1.88                         | grudzień 2005            | 1.89                     |
| Sylpheed                  | styczeń 2000               | 0.1.0                      | grudzień 2004             | 1.0.0                     | 10 czerwca 2014           | 3.4.2                        | 20 listopada 2014        | 3.5beta2                 |
| The Bat!                  | marzec 1997                | 1.0 Beta                   | marzec 1998               | 1.00 Build 1310           | 14 lutego 2014            | 6.2.14                       |                          |                          |
| Thunderbird               | 28 lipca 2003              | 0.1                        | 7 grudnia 2004            | 1.0                       | 11 lipca 2023             | 115.0                        | 22 lipca 2024            | 115.12.2                 |
| Zimbra                    | listopad 2005              | Beta                       | marzec 2006               | 3.5                       | 3 sierpień 2023           | 10.0.0                       | ?                        | ?                        |
| Program                   | Pierwsze publiczne wydanie | Pierwsze publiczne wydanie | Pierwsze stabilne wydanie | Pierwsze stabilne wydanie | Ostatnie stabilne wydanie | Ostatnie stabilne wydanie    | Ostatnie wydanie testowe | Ostatnie wydanie testowe |
| Program                   | Data                       | Wersja                     | Data                      | Wersja                    | Data                      | Wersja                       | Data                     | Wersja                   |

## Obsługa przez systemy operacyjne
System operacyjny obsługujący bez emulacji dane programy pocztowe.
|                           | Windows | macOS          | Linux | BSD | Unix |
| ------------------------- | ------- | -------------- | ----- | --- | ---- |
| Citadel                   | N       | T              | T     | T   | T    |
| Claws Mail                | T       | T              | T     | T   | T    |
| Eudora                    | T       | T              | N     | N   | N    |
| Lotus Notes               | T       | T              | T     | N   | N    |
| Hellcore mailer           | T       | N              | N     | N   | N    |
| KMail                     | N       | T              | T     | T   | T    |
| Mail                      | N       | T              | N     | N   | N    |
| Mozilla Mail & Newsgroups | T       | T              | T     | T   | T    |
| Microsoft Outlook         | T       | T              | N     | N   | N    |
| Mulberry                  | T       | T              | T     | T   | T    |
| Mutt                      | T       | T              | T     | T   | T    |
| Novell Evolution          | T       | T              | T     | T   | T    |
| Opera Mail                | T       | T              | T     | T   | T    |
| Outlook Express           | T       | N              | N     | N   | N    |
| Pine                      | T       | T              | T     | T   | T    |
| i.Scribe/InScribe         | T       | (w realizacji) | T     | N   | N    |
| Sylpheed                  | T       | T              | T     | T   | T    |
| The Bat!                  | T       | N              | N     | N   | N    |
| Thunderbird               | T       | T              | T     | T   | T    |
| Zimbra                    | T       | T              | T     | T   | T    |
|                           | Windows | macOS          | Linux | BSD | Unix |

## Obsługa protokołów
Wykaz protokołów oraz standardów obsługiwanych przez dany program pocztowy.
| Program           | POP3 | IMAP4 | SMTP                  | NNTP                   | LDAP      | LDAP | IMSP | ACAP | Czytnik kanałów                      | Czytnik kanałów                      | Czytnik kanałów                      | Czytnik kanałów                      | iCalendar                      |
| Program           | POP3 | IMAP4 | SMTP                  | NNTP                   | v2        | v3   | IMSP | ACAP | RSS 0.91                             | RSS 1.0                              | RSS 2.0                              | ATOM                                 | iCalendar                      |
| ----------------- | ---- | ----- | --------------------- | ---------------------- | --------- | ---- | ---- | ---- | ------------------------------------ | ------------------------------------ | ------------------------------------ | ------------------------------------ | ------------------------------ |
| Claws Mail        | T    | T     | T                     | T                      | T         |      | ???  | ???  | N                                    | Tak (wymaga wtyczki RSSyl)           | Tak (wymaga wtyczki RSSyl)           | Tak (wymaga wtyczki RSSyl)           | Tak (wymaga wtyczki vCalendar) |
| KMail             | T    | T     | T                     | [ i ]                  | ???       |      | ???  | ???  | [ ii ]                               | [ ii ]                               | [ ii ]                               | [ ii ]                               | T                              |
| Lotus Notes       | T    | T     | T                     | T                      | T         |      | N    | N    | [ iii ]                              | N                                    | N                                    | N                                    | T                              |
| Hellcore mailer   | T    | N     | T                     | T                      | N         | N    | N    | N    | N                                    | N                                    | N                                    | N                                    | N                              |
| Mail              | T    | T     | T                     | N                      | ???       | ???  | ???  | ???  | ???                                  | T                                    | T                                    | T                                    | N                              |
| Mulberry          | N    | T     | T                     | T                      | T         |      | T    | T    | N                                    | N                                    | N                                    | N                                    | T                              |
| Mutt              | T    | T     | nie (używa sendmaila) | N                      | Częściowo |      | ???  | ???  | N                                    | N                                    | N                                    | N                                    | N                              |
| Novell Evolution  | T    | T     | T                     | T                      | T         |      |      | T    | N                                    | N                                    | N                                    | N                                    | T                              |
| Opera Mail        | T    | T     | T                     | T                      | T         | T    | ???  | ???  | T                                    | T                                    | T                                    | T                                    | N                              |
| Microsoft Outlook | T    | T     | T                     | T                      | ???       |      | ???  | ???  | T                                    | T                                    | T                                    | T                                    | N                              |
| Outlook Express   | T    | T     | T                     | T                      | ???       |      | ???  | ???  | N                                    | N                                    | N                                    | N                                    | N                              |
| Pine              | T    | T     | T                     | T                      | T         |      | N    | N    | N                                    | N                                    | N                                    | N                                    | N                              |
| Sylpheed          | T    | T     | T                     | T                      | T         |      | ???  | ???  | N                                    | Tak (wymaga wtyczki RSSyl)           | Tak (wymaga wtyczki RSSyl)           | Tak (wymaga wtyczki RSSyl)           | Tak (wymaga wtyczki vCalendar) |
| The Bat!          | T    | T     | T                     | Tak (z wtyczką MyGate) | T         |      | N    | N    | Tak (z wtyczkami rss2mail, rss2pop3) | Tak (z wtyczkami rss2mail, rss2pop3) | Tak (z wtyczkami rss2mail, rss2pop3) | Tak (z wtyczkami rss2mail, rss2pop3) | N                              |
| Thunderbird       | T    | T     | T                     | T                      | T         | T    | ???  | N    | T                                    | T                                    | T                                    | T                                    | T                              |
| Program           | POP3 | IMAP4 | SMTP                  | NNTP                   | LDAP      | LDAP | IMSP | ACAP | Czytnik kanałów                      | Czytnik kanałów                      | Czytnik kanałów                      | Czytnik kanałów                      | iCalendar                      |
| Program           | POP3 | IMAP4 | SMTP                  | NNTP                   | v2        | v3   | IMSP | ACAP | RSS 0.91                             | RSS 1.0                              | RSS 2.0                              | ATOM                                 | iCalendar                      |

1. ↑  KDE obsługuje grupy dyskusyjne (NNTP) przy użyciu KNode
2. 1 2 3 4  KDE obsługuje kanały informacyjne (ang. feeds) przy użyciu Akregator
3. ↑  Studio Blog Reader jest jednym z czytników RSS dla Lotus Notes

### Uwierzytelnianie
| Program           | Uwierzytelnianie | Uwierzytelnianie | Uwierzytelnianie | Uwierzytelnianie | Uwierzytelnianie | Uwierzytelnianie | Uwierzytelnianie              | Uwierzytelnianie |           |
| Program           | Zwykłe           | MSN (NTLM)       | Compuserve (RPA) | MD5 APOP         | MD5 CRAM-HMAC    | Digest-MD5       | ze sprzętowym tokenem PKCS#11 | Biometryczne     | SMTP Auth |
| ----------------- | ---------------- | ---------------- | ---------------- | ---------------- | ---------------- | ---------------- | ----------------------------- | ---------------- | --------- |
| Claws Mail        | T                |                  |                  | T                | N                |                  |                               |                  | T         |
| Hellcore mailer   | T                | T                | N                | T                | T                | T                | N                             | N                | T         |
| KMail             | T                | T                | N                | T                | T                |                  | N                             | N                | T         |
| Lotus Notes       | T                | T                | N                | N                | N                |                  | T                             | N                | T         |
| Mulberry          |                  |                  |                  |                  |                  |                  |                               |                  |           |
| Mutt              |                  |                  |                  |                  |                  |                  |                               |                  |           |
| Novell Evolution  | T                | T                | N                | T                | T                |                  |                               |                  | T         |
| Opera Mail        | T                | N                | N                | T                | T                |                  | N                             | N                | T         |
| Microsoft Outlook | T                | T                | N                | N                | N                |                  | N                             | N                | N         |
| Outlook Express   | T                | N                | N                | N                | N                | N                | N                             | N                | T         |
| Pine              | T                | N                | N                | N                | T                |                  | N                             | N                | T         |
| Sylpheed          | T                |                  |                  | T                | N                |                  |                               |                  | T         |
| The Bat!          | T                | T                | T                | T                | T                | N                | T                             | T                | T         |
| Thunderbird       | T                |                  |                  |                  | T                | N                |                               |                  | T         |
| Program           | Uwierzytelnianie | Uwierzytelnianie | Uwierzytelnianie | Uwierzytelnianie | Uwierzytelnianie | Uwierzytelnianie | Uwierzytelnianie              | Uwierzytelnianie |           |
| Program           | Zwykłe           | MSN (NTLM)       | Compuserve (RPA) | MD5 APOP         | MD5 CRAM-HMAC    | Digest-MD5       | ze sprzętowym tokenem PKCS#11 | Biometryczne     | SMTP Auth |

1. 1 2  Opis: RFC-1734
2. 1 2  Opis: RFC-2095
3. 1 2  Opis: RFC-2831
4. 1 2  Opis: RFC-2554

### Obsługa SSL oraz TLS
| Program           | Szyfrowane POP3 | Szyfrowane POP3 | Szyfrowane IMAP4 | Szyfrowane IMAP4 | Szyfrowane SMTP | Szyfrowane SMTP | Szyfrowane NNTP | Szyfrowane NNTP | Szyfrowane LDAP | Szyfrowane LDAP |
| Program           | SSL             | TLS             | SSL              | TLS              | SSL             | TLS             | SSL             | TLS             | SSL             | TLS             |
| ----------------- | --------------- | --------------- | ---------------- | ---------------- | --------------- | --------------- | --------------- | --------------- | --------------- | --------------- |
| Claws Mail        | T               | T               | T                | T                | T               | T               | T               | T               | T               | T               |
| Hellcore mailer   | T               | T               |                  |                  | T               | T               | T               | T               |                 |                 |
| KMail             | T               | T               | T                | T                | T               | T               | N               | N               |                 |                 |
| Lotus Notes       |                 |                 |                  |                  |                 |                 |                 |                 |                 |                 |
| Mulberry          |                 |                 |                  |                  |                 |                 |                 |                 |                 |                 |
| Mutt              |                 |                 |                  |                  |                 |                 |                 |                 |                 |                 |
| Novell Evolution  | T               | T               | T                | T                | T               | T               | T               | T               |                 |                 |
| Opera Mail        |                 | Częściowo       |                  | Częściowo        |                 | Częściowo       | T               | N               | N               | N               |
| Microsoft Outlook | T               | N               | T                | T                | T               | T               |                 |                 |                 |                 |
| Outlook Express   | T               | N               | T                | N                | T               | N               |                 |                 |                 |                 |
| Pine              | T               | T               | T                | T                | T               | T               | T               | T               | N               | N               |
| Sylpheed          | T               | T               | T                | T                | T               | T               | T               | T               | T               | T               |
| The Bat!          | T               | T               | T                | T                | T               | T               | N               | N               | N               | N               |
| Thunderbird       | T               | T               | T                | T                | T               | T               | T               |                 | T               |                 |
| Program           | Szyfrowane POP3 | Szyfrowane POP3 | Szyfrowane IMAP4 | Szyfrowane IMAP4 | Szyfrowane SMTP | Szyfrowane SMTP | Szyfrowane NNTP | Szyfrowane NNTP | Szyfrowane LDAP | Szyfrowane LDAP |
| Program           | SSL             | TLS             | SSL              | TLS              | SSL             | TLS             | SSL             | TLS             | SSL             | TLS             |

1. 1 2 3 4  Opis: RFC-2595
2. 1 2  Opis: RFC-2487
3. 1 2 3  Opera Mail nie pozwala na nawiązywanie połączeń przy użyciu komendy STARTTLS na niektórych portach (np. na porcie 995 dla pop3)

## Dodatkowe możliwości
Informacje o możliwościach każdego programu pocztowego.
|                           | Wiadomości w formacie HTML | Obsługa UTF-8 | Blokowanie obrazów           | Filtrowanie spamu              | Wątkowanie | Obsługa PGP              | Obsługa S/MIME  |
| ------------------------- | -------------------------- | ------------- | ---------------------------- | ------------------------------ | ---------- | ------------------------ | --------------- |
| Citadel                   | T                          | T             | N                            | Tak (wtyczki do SpamAssassina) | N          |                          |                 |
| Eudora                    | T                          | N             | T                            | Tak (wersja Pro)               | T          |                          | T               |
| FastTrackMail             | T                          | T             | T                            | T                              | T          |                          |                 |
| Hellcore mailer           | Częściowo                  | T             | T                            | T                              | T          | N                        | N               |
| Lotus Notes               | T                          | T             | T                            | Tak (z serwerem Domino)        | [ i ]      | T                        | T               |
| KMail                     | T                          | T             | T                            | T                              | T          | T                        | T               |
| Mail                      | T                          | T             | T                            | T                              | T          | Tak (z wtyczką GPGMail)  | T               |
| Mozilla Mail & Newsgroups | T                          | T             | T                            | T                              | T          | Tak (z wtyczką Enigmail) | T               |
| Mulberry                  | T                          |               | T                            | N                              | T          | Tak (z wtyczką)          | Tak (z wtyczką) |
| Mutt                      | Częściowo                  | T             | Tak (nie obsługuje obrazków) | T                              | T          | T                        | T               |
| Novell Evolution          | T                          | T             | T                            | T                              | T          | T                        | T               |
| Opera Mail                | Częściowo                  | T             | T                            | T                              | T          | N                        | N               |
| Outlook Express           | T                          | T             | T                            | N                              | T          | T                        | T               |
| Microsoft Outlook         | T                          | T             | T                            | T                              | T          |                          | T               |
| Pine                      | Częściowo                  | T             | T                            | N                              | T          |                          | T               |
| i.Scribe/InScribe         | Częściowo                  | T             | T                            | T                              | T          | Tak (z wtyczką)          |                 |
| Sylpheed                  | Częściowo                  | T             | T                            | T                              | T          | T                        | T               |
| The Bat!                  | T                          | T             | T                            | T                              | T          | T                        | T               |
| Thunderbird               | T                          | T             | T                            | T                              | T          | Tak (z wtyczką Enigmail) | T               |
| Zimbra                    | T                          | T             | T                            | T                              | T          |                          |                 |
|                           | Wiadomości w formacie HTML | Obsługa UTF-8 | Blokowanie obrazów           | Filtrowanie spamu              | Wątkowanie | Obsługa PGP              | Obsługa S/MIME  |

1. ↑  First release 6.0 (September 2003), enhancements introduced in release 7.0 (August 2005)

### Dostosowanie interfejsu, struktura danych
|                           | Szyfrowana baza danych         | Foldery wirtualne                  | Automatyczna kopia zapasowa | Info o nowej poczcie w tikerze | Dostosowanie interfejsu | Dostosowywanie skrótów klawiszowych | Dzielenie załączników |
| ------------------------- | ------------------------------ | ---------------------------------- | --------------------------- | ------------------------------ | ----------------------- | ----------------------------------- | --------------------- |
| Citadel                   |                                |                                    |                             |                                |                         |                                     |                       |
| Eudora                    |                                |                                    |                             |                                |                         |                                     |                       |
| FastTrackMail             |                                |                                    |                             |                                |                         |                                     |                       |
| Hellcore mailer           | T                              | N                                  | N                           | T                              | T                       | N                                   | T                     |
| Lotus Notes               | T                              | T                                  | T                           | N                              | T                       | N                                   | (truncated document)  |
| KMail                     | N                              | N                                  | N                           | T                              | T                       | T                                   | N                     |
| Mail                      |                                | T                                  |                             |                                |                         |                                     |                       |
| Mozilla Mail & Newsgroups |                                |                                    |                             |                                |                         |                                     |                       |
| Mulberry                  |                                |                                    |                             |                                |                         |                                     |                       |
| Mutt                      |                                |                                    |                             |                                | T                       | T                                   |                       |
| Novell Evolution          |                                |                                    |                             |                                |                         |                                     |                       |
| Opera Mail                | N                              | (wszystkie foldery są wirtualnymi) | N                           | T                              | T                       | T                                   | N                     |
| Outlook Express           | N                              | N                                  | N                           | N                              | N                       | N                                   | T                     |
| Microsoft Outlook         |                                |                                    |                             |                                |                         |                                     |                       |
| Pine                      |                                |                                    |                             |                                |                         |                                     |                       |
| i.Scribe/InScribe         |                                |                                    |                             |                                |                         |                                     |                       |
| Sylpheed                  | N                              | N                                  | N                           | N                              | T                       | T                                   |                       |
| The Bat!                  | Tak (w wersjach Pro i Voyager) | T                                  | T                           | T                              | T                       | T                                   | T                     |
| Thunderbird               |                                | T                                  | T                           | T                              |                         | T                                   |                       |
| Zimbra                    |                                |                                    |                             |                                |                         |                                     |                       |
|                           | Szyfrowana baza danych         | Foldery wirtualne                  | Automatyczna kopia zapasowa | Info o nowej poczcie w tikerze | Dostosowanie interfejsu | Dostosowywanie skrótów klawiszowych | Dzielenie załączników |

1. 1 2  Dzielenie dużych wiadomości zgodnie z RFC2046 rozdział "5.2.2 Partial Subtype". Pozwala na wysyłanie dużych wiadomości w częściach i automatyczne ich scalanie w programie adresata.

### Szablony, skrypty i języki programowania
| Program                   | Szablony dla wiadomości     | Szablony dla wiadomości     | Szablony dla wiadomości     | Szablony dla wiadomości       | Obsługa szablonów dla języków programowania, skryptów | Obsługa szablonów dla języków programowania, skryptów | Obsługa szablonów dla języków programowania, skryptów | Obsługa szablonów dla języków programowania, skryptów | Obsługa szablonów dla języków programowania, skryptów |
| Program                   | nowych                      | odpowiedzi                  | do przekazania              | do potwierdzenia przeczytania | PascalScript                                          | JavaScript                                            | VBScript                                              | PHP                                                   | Python                                                |
| ------------------------- | --------------------------- | --------------------------- | --------------------------- | ----------------------------- | ----------------------------------------------------- | ----------------------------------------------------- | ----------------------------------------------------- | ----------------------------------------------------- | ----------------------------------------------------- |
| Citadel                   |                             |                             |                             |                               |                                                       |                                                       |                                                       |                                                       |                                                       |
| Eudora                    |                             |                             |                             |                               |                                                       |                                                       |                                                       |                                                       |                                                       |
| Hellcore mailer           | T                           | T                           | T                           | T                             | Tak (może użyć dowolnego zewnętrznego intepretera)    | Tak (może użyć dowolnego zewnętrznego intepretera)    | Tak (może użyć dowolnego zewnętrznego intepretera)    | Tak (może użyć dowolnego zewnętrznego intepretera)    | Tak (może użyć dowolnego zewnętrznego intepretera)    |
| Lotus Notes               | T                           | T                           | T                           | N                             | N                                                     | N                                                     | N                                                     | N                                                     | N                                                     |
| KMail                     | T                           | T                           | T                           | N                             | N                                                     | N                                                     | N                                                     | N                                                     | N                                                     |
| Mail                      |                             |                             |                             |                               |                                                       |                                                       |                                                       |                                                       |                                                       |
| Mozilla Mail & Newsgroups |                             |                             |                             |                               |                                                       |                                                       |                                                       |                                                       |                                                       |
| Microsoft Outlook         |                             |                             |                             |                               |                                                       |                                                       |                                                       |                                                       |                                                       |
| Mulberry                  | T                           | T                           | T                           | T                             | N                                                     | N                                                     | N                                                     | N                                                     | N                                                     |
| Mutt                      |                             |                             |                             |                               |                                                       |                                                       |                                                       |                                                       |                                                       |
| Novell Evolution          | T                           |                             |                             |                               | N                                                     | N                                                     | N                                                     | N                                                     | N                                                     |
| Opera Mail                |                             |                             |                             |                               | N                                                     | N                                                     | N                                                     | N                                                     | N                                                     |
| Outlook Express           | T                           | T                           |                             |                               |                                                       |                                                       | T                                                     |                                                       |                                                       |
| Pine                      |                             |                             |                             |                               |                                                       |                                                       |                                                       |                                                       |                                                       |
| i.Scribe/InScribe         |                             |                             |                             |                               |                                                       |                                                       |                                                       |                                                       |                                                       |
| Sylpheed Claws            | T                           | T                           | T                           | T                             | N                                                     | N                                                     | N                                                     | N                                                     | N                                                     |
| The Bat!                  | T                           | T                           | T                           | T                             | N                                                     | Tak (z wtyczką JavaScriptMacros)                      | Tak (z wtyczką XMP)                                   | Tak (z wtyczką XMP)                                   | Tak (z wtyczką TBPyxie)                               |
| Thunderbird               | Tak (z dodatkiem Quicktext) | Tak (z dodatkiem Quicktext) | Tak (z dodatkiem Quicktext) |                               |                                                       |                                                       |                                                       |                                                       |                                                       |
| Zimbra                    |                             |                             |                             |                               |                                                       |                                                       |                                                       |                                                       |                                                       |
| Program                   | Szablony dla wiadomości     | Szablony dla wiadomości     | Szablony dla wiadomości     | Szablony dla wiadomości       | Obsługa szablonów dla języków programowania, skryptów | Obsługa szablonów dla języków programowania, skryptów | Obsługa szablonów dla języków programowania, skryptów | Obsługa szablonów dla języków programowania, skryptów | Obsługa szablonów dla języków programowania, skryptów |
| Program                   | nowych                      | odpowiedzi                  | do przekazania              | do potwierdzenia przeczytania | PascalScript                                          | JavaScript                                            | VBScript                                              | PHP                                                   | Python                                                |

## Bezpieczeństwo
Porównanie niezałatanych znanych błędów bezpieczeństwa występujących w ostatniej wersji stabilnej programu. Tabela jest oparta na informacjach SecurityFocus. Zobacz artykuł Bezpieczeństwo teleinformatyczne w celu uzyskania dalszych informacji na temat znanych problemów bezpieczeństwa w programach.
| Ranking | Program                   | Liczba znanych błędów | Najstarszy znany błąd |
| ------- | ------------------------- | --------------------- | --------------------- |
| 1.      | Eudora                    | 0                     | –                     |
| 1.      | KMail                     | 0                     | –                     |
| 1.      | Lotus Notes               | 0                     | –                     |
| 1.      | Mutt                      | 0                     | –                     |
| 1.      | Novell Evolution          | 0                     | –                     |
| 1.      | Opera Mail                | 0                     | –                     |
| 1.      | i.Scribe/InScribe         | 0                     | –                     |
| 1.      | Sylpheed                  | 0                     | –                     |
| 1.      | The Bat!                  | 0                     | –                     |
| 1.      | Thunderbird               | 0                     | –                     |
| 11.     | Mail                      | 1                     | January 26, 2005      |
| 11.     | Outlook Express           | 1                     | July 12, 2005         |
| 13.     | Mozilla Mail & Newsgroups | 3                     | November 4, 2005      |
| 14.     | Outlook 2003              | 15                    | February 10, 2004     |
| Ranking | Program                   | Liczba znanych błędów | Najstarszy znany błąd |

## Ogólna lista programów pocztowych
Poniżej przedstawiona jest lista programów pocztowych.

### Graficzne
- Apple Mail
- Balsa
- Becky!
- Bloomba
- Citadel
- Claris Em@iler
- Claws Mail
- Eudora
- Forté Agent
- GroupWise
- Hellcore mailer
- IncrediMail
- i.Scribe/InScribe
- KMail
- Lotus Notes
- Opera Mail (dawniej M2)
- Microsoft Entourage
- Microsoft Outlook
- Microsoft Outlook Express
- Thunderbird
- Mozilla Mail & Newsgroups
- Mulberry
- Netscape Navigator
- Novell Evolution
- Pegasus Mail
- PocoMail
- SeaMonkey Mail & Newsgroups
- Sylpheed
- The Bat!
- YAM (Yet Another Mailer)

### Tekstowe
- Elm (program pocztowy)
- Elmo
- Gnus
- mailx(1) – jedna z tradycyjnych implementacji mail(1)
- MH
- Mutt
- Pine
- Upas – system plików poczty elektronicznej dla Plan 9

### Webowe
- 24SevenOffice
- Citadel
- Horde IMP
- WebPine
- RainLoop Webmail
- Roundcube Webmail
- Skweezer Mail
- SquirrelMail
- Zimbra